# Локо (Оклахома)
Локо (англ. Loco) — місто (англ. town) в США, в окрузі Стівенс штату Оклахома. Населення — 99 осіб (2020).

## Географія
Локо розташоване за координатами 34°19′46″ пн. ш. 97°40′50″ зх. д. / 34.32944° пн. ш. 97.68056° зх. д. (34.329529, -97.680654).  За даними Бюро перепису населення США в 2010 році місто мало площу 0,68 км², уся площа — суходіл.

## Демографія
Згідно з переписом 2010 року, у місті мешкали 122 особи в 53 домогосподарствах у складі 38 родин. Густота населення становила 180 осіб/км².  Було 65 помешкань (96/км²).
Расовий склад населення:
| - 84,4 % — білих - 2,5 % — корінних американців - 2,5 % — осіб інших рас |

До двох чи більше рас належало 10,7 %. Частка іспаномовних становила 4,1 % від усіх жителів.
За віковим діапазоном населення розподілялося таким чином: 18,9 % — особи молодші 18 років, 59,0 % — особи у віці 18—64 років, 22,1 % — особи у віці 65 років та старші. Медіана віку мешканця становила 47,8 року. На 100 осіб жіночої статі у місті припадало 96,8 чоловіків;  на 100 жінок у віці від 18 років та старших — 102,0 чоловіків також старших 18 років.
Середній дохід на одне домашнє господарство  становив 61 211 долар США (медіана — 33 750), а середній дохід на одну сім'ю — 56 324 долари (медіана — 38 750). За межею бідності перебувало 10,2 % осіб, у тому числі 17,6 % дітей у віці до 18 років та 4,8 % осіб у віці 65 років та старших.
Цивільне працевлаштоване населення становило 47 осіб. Основні галузі зайнятості: сільське господарство, лісництво, риболовля — 25,5 %, освіта, охорона здоров'я та соціальна допомога — 21,3 %, виробництво — 12,8 %, транспорт — 10,6 %.